# Sandro
Sandro Raniere Guimarães Cordeiro (Riachinho, 15 maart 1989) – alias Sandro – is een Braziliaans voetballer die doorgaans speelt als middenvelder. Hij verruilde Benevento in juli 2018 voor Genoa CFC. Sandro maakte in 2009 zijn debuut in het Braziliaans voetbalelftal.

## Clubcarrière
Sandro begon zijn profcarrière op achttienjarige leeftijd bij Internacional, de club die hem opleidde. Sandro was een van de steunpilaren van het elftal dat in 2010 de Copa Libertadores won. Sandro tekende bij Spurs tijdens het toernooi, maar dat had een positief effect op zijn prestaties. Eén week nadat Inter de Copa Libertadores won vloog Sandro naar Engeland. Sandro maakte op 21 september 2010 zijn debuut voor Tottenham Hotspur. Tottenham versloeg stadsrivaal Arsenal thuis met 4–1, in de derde ronde van de League Cup. Op 15 februari 2011 maakte hij zijn Champions Leaguedebuut, tegen AC Milan in San Siro. Tottenham won met 0–1. In de terugwedstrijd op White Hart Lane werd Sandro tot man van de wedstrijd uitgeroepen. Hij maakte zijn eerste doelpunt voor de club in de met 2–1 gewonnen thuiswedstrijd van Chelsea met een volley van afstand. Op 8 september 2011 tekende Sandro een nieuw vijfjarig contract dat hem tot 2016 aan de club zou binden.
Gedurende het seizoen 2012/13 vormde hij samen met Moussa Dembélé een duo op het middenveld. Op 12 januari 2013 viel hij in het Premier Leagueduel met Queens Park Rangers uit met een zware knieblessure, waardoor het seizoen er voor hem meteen opzat. Scott Parker kwam zo in de basiself terecht. In de zomer vertrok Parker, maar haalde Tottenham met Étienne Capoue en Paulinho twee nieuwe spelers voor zijn positie. Daarbij brak Nabil Bentaleb door, waardoor Sandro onder Tim Sherwood stevige concurrentie kreeg voor zijn positie. Hij tekende in september 2014 een driejarig contract bij Queens Park Rangers, dat circa €12.600.000,- voor hem betaalde aan Tottenham. Op zondag 10 mei 2015 degradeerde hij met Queens Park Rangers uit de Premier League. Manchester City versloeg de hekkensluiter op die dag met 6–0, waardoor degradatie een feit was.

## Clubstatistieken
| Seizoen                        | Club                           | Competitie     | Duels | Goals |
| ------------------------------ | ------------------------------ | -------------- | ----- | ----- |
| 2008                           | Internacional                  | Série A        | 7     | 2     |
| 2009                           | Internacional                  | Série A        | 27    | 1     |
| 2010                           | Internacional                  | Série A        | 9     | 1     |
| 2010/11                        | Tottenham Hotspur              | Premier League | 19    | 1     |
| 2011/12                        | Tottenham Hotspur              | Premier League | 23    | 0     |
| 2012/13                        | Tottenham Hotspur              | Premier League | 22    | 1     |
| 2013/14                        | Tottenham Hotspur              | Premier League | 17    | 1     |
| 2014/15                        | Queens Park Rangers            | Premier League | 17    | 1     |
| Bijgewerkt tot 24 oktober 2014 | Bijgewerkt tot 24 oktober 2014 | Totaal         | 141   | 8     |

## Interlandcarrière
Sandro was aanvoerder van Brazilië -20. Op 9 september 2009 maakte Sandro z'n debuut voor Brazilië. In een kwalificatiewedstrijd voor de wereldbeker in Zuid-Afrika viel hij in tegen Chili. Hij haalde de voorselectie voor het WK in 2010 maar viel uiteindelijk af. In een vriendschappelijke wedstrijd tegen Gabon op 11 november 2011 maakte hij zijn eerste doelpunt voor A Seleçao.

## Trivia
Sandro bezit ook de Portugese nationaliteit.